# Jill Masterson
Jill Masterson é uma personagem fictícia criada por Ian Fleming, existente no livro e no filme 007 contra Goldfinger, da série de aventuras de James Bond. No livro, a personagem tem seu sobrenome como Masterton, mudado em um letra para o filme, assim como  da sua irmã Tilly. No cinema foi vivida pela atriz britânica Shirley Eaton.

## Característica
Masterson se dedica a ajudar seu patrão, o milionário negociante de ouro Auric Goldfinger, a roubar no jogo de gin rummy, lendo, através de um binóculo, as cartas dos adversários, e passando a informação para o chefe por rádio.
Linda e inteligente, Bond a considera boa demais para estar envolvida com Goldfinger nesta atividade. A princípio arredia com o espião quando ele a flagra no ato, na varanda do hotel, seduzida pelo encontro com o espião ela adora a humilhação que ele provoca no milionário quando o impede de continuar seu roubo através do transmissor. Mas paga um alto preço por seu ato, quanto Goldfinger tem a sua vingança.

## No filme
Investigando Auric Goldfinger em Miami Beach, Bond entra em sua suite do hotel e descobre Masterson na varanda, recostada numa cadeira com um binóculo na mão, cantando números e naipes de cartas através de um transmissor, para o chefe que joga na piscina com mais uma vítima.
Bond tira os equipamentos de Jill e Goldfinger logo começa a perder o jogo na piscina e 007 o ridiculariza pelo transmissor de rádio. Impressionada, Jill aceita o convite de 007 para jantar no 'melhor lugar da cidade', a suíte dele, vendo uma oportunidade de escapar de um trabalho que ela confessa que odeia e faz apenas por dinheiro.
Seus sentimentos de fugaz liberdade logo acabam. Namorando Bond no quarto, o agente se levanta da cama para ir até a geladeira, leva uma pancada na nuca dada pelo capanga de Goldifnger, Oddjob e desmaia. Quando acorda e volta para o quarto, encontra Jill morta sobre sua cama, coberta da cabeça aos pés por tinta dourada, que lhe causou a morte por sufocamento epidérmico.

## Repercussão

A icônica imagem de Jill Masterson morta coberta de ouro em 007 contra Goldfinger, uma das mais marcantes cenas da cinematografia mundial.

Masterson aparece no filme apenas cerca de cinco minutos e logo na primeira parte dele, mas a imagem de Eaton/Masterson morta na cama coberta de ouro da cabeça aos pés, tornou-se um das mais icônicas imagens da história do cinema. O efeito que a imagem causou no público e na crítica, fez com que a revista TIME a considerasse uma das maiores bond-girls de todos os tempos, junto a Ursula Andress e sua Honey Ryder, Honor Blackman e sua Pussy Galore - no mesmo filme, mas com participação muito maior - e Eva Green como Vesper Lynd.
Jill Masterson é a primeira bond-girl a ser morta num filme da série.  Quando do lançamento do filme, a atriz Shirley Eaton recebeu uma enorme atenção da mídia, chegando a ser capa da revista LIFE toda coberta de ouro. Apesar da participação de sua personagem durar pouco mais de cinco minutos em todo filme, a imagem da mulher morta coberta de ouro é até hoje um das mais de marcantes de toda a longa franquia cinematográfica de James Bond.
Devido à cena ter se tornado um ícone visual dos filmes de Bond, em 2008, o diretor de Quantum of Solace, Marc Forster,  fez com que a agente Strawberry Fields, uma das bond-girls e aliada de Bond, fosse assassinada e seu corpo encontrado na cama do hotel coberta da cabeça aos pés de óleo cru, pelo fato do vilão do filme ser da indústria de petróleo, assim como Goldfinger era um comerciante de ouro.